# 胡應瑞
胡應瑞（？—1639年），原名屏翰，字明襄，河南光州人，明朝末年政治人物。

## 生平
胡應瑞工诗赋，尤精易學，萬曆四十六年（1618年）戊午科中舉人，崇禎十年丁丑科（1637年）成進士，户部觀政，本年十月授寧晉縣知縣，潔己愛民，到任未久，經緯未及大展。崇祯十二年去世。

## 家族
其先世沂州倅胡雄，有政聲。縣丞胡滄、清苑知縣胡允恭、開州訓導胡允定及貢士胡從典，皆以明经起家。
子胡延年，洮岷兵備道。弟胡應禎，林县廣文。侄胡喬年，康熙十二年癸丑进士。。